# Gerhard Aubrecht
Gerhard Aubrecht (* 17. Februar 1953 in Wiener Neustadt) ist ein österreichischer Zoologe und Ornithologe im Ruhestand. Aubrecht war ab 2003 Leiter des Biologiezentrums und zugleich stellvertretender Leiter des Oberösterreichischen Landesmuseums. Er ging zum 1. Jänner 2014 in Ruhestand.

## Leben
Aubrecht wuchs in Wiener Neustadt auf, wo er die Schule besuchte. Er studierte Zoologie und Botanik an der Universität Wien, wo er über die Hybridisierung von Rabenkrähe und Nebelkrähe promovierte. 1979 heiratete er Margit Schmid, mit der er einen Sohn, Christoph Aubrecht, hat. 1979/1980 leistete er den österreichischen Militärdienst. Aubrecht ist Mitglied in vielen Fachgesellschaften, u. a. bei BirdLife Österreich und im Vorstand der Österreichischen Zoologisch-Botanischen Gesellschaft. Er war in vielen Ländern als Forschungsreisender und als Delegierter in diversen Funktionen, zum Beispiel als Vertreter Österreichs bei Wetlands International und der Ramsar-Konvention. Er wohnt jetzt in Gallneukirchen.

## Berufliche Laufbahn
Aubrecht war ab 1980 Kustos der Wirbeltiersammlung am Oberösterreichischen Landesmuseum mit Zuständigkeit für Naturschutz und die biogeografische Datenbank ZOBODAT. Er hatte auch die Betreuung der ornithologischen Arbeitsgemeinschaft übernommen. Ab 2002 war er Leiter des Biologiezentrums und des Oberösterreichischen Landesmuseums, seit 1983 als Landesbeamter. Eine Beförderung zum Wirklichen Hofrat erfolgte am 1. Juli 2003. 2013 war er interimistischer Direktor des Oberösterreichischen Landesmuseums. Unter seiner Leitung entwickelte sich die Sammlung durch bedeutende Zuwächse und vielfältige Öffentlichkeitsarbeit zu einer international bedeutenden Einrichtung. Er organisierte auch viele Ausstellungen im Biologiezentrum, die mit hochwertigen Ausstellungskatalogen, die er redigierte, für die Vermittlung des naturkundlichen Wissens wirkten. Von ihm stammt auch das Motto des Biologiezentrums „Wissen sammeln – Natur vermitteln“.

## Wissenschaftliche Aktivitäten
Aubrecht war stets vor allem an Wasservogelforschung interessiert und war Koordinator der österreichischen Wasservogelzählungen von Wetlands International von 1980 bis 2003. Insbesondere hat er sehr viele Publikationen zur Faunistik, Ökologie und zum Monitoring der Wasservögel gemacht. Es war sein Verdienst, gemeinsam mit Fritz Gusenleitner, dass die zoologisch-botanische Datenbank ZOBODAT am Biologiezentrum mit mehr als 4,5 Millionen Datensätzen zur Verbreitung von Tieren und Pflanzen aufgebaut wurde. Aubrecht hat sich aber auch mit Faunistik und Naturschutz der Wirbeltiere mit Schwerpunkt Oberösterreich beschäftigt und darüber publiziert. Insgesamt hat er fast 200 Arbeiten publiziert.

### Ausgewählte Publikationen
Eine Liste seiner Publikationen ist veröffentlicht, hier einige ausgewählte Arbeiten:
- Beobachtungen am Nest des Mittelmeersteinschmätzers (Oenanthe hispanica melanoleuca L.). In: Egretta. Band 21, Nummer 2, 1978, S. 61–68, (zobodat.at [PDF]).
- Die Wasservögel des Attersees 1977 und 1978. Diskussion der Ursachen für die zeitliche und räumliche Verteilung sowie Hinweise auf Naturschutzprobleme. In: Jahrbuch des OÖ. Musealvereines. I: Abhandlungen. Band 124, 1979, ZDB-ID 553321-1, S. 193–238, (zobodat.at [PDF]).
- mit Fritz Böck: Österreichische Gewässer als Winterrastplätze für Wasservögel. Auswertung der „Mittwinterzählungen“ 1970–1983 der „Österreichischen Gesellschaft für Vogelkunde“ (= Grüne Reihe des Bundesministeriums für Gesundheit und Umweltschutz. 3, ZDB-ID 13702-9). Bundesministerium für Gesundheit und Umweltschutz, Wien 1985, (zobodat.at [PDF]).
- Gertrud Mayer: Liste der Wirbeltiere Oberösterreichs. In: Linzer biologische Beiträge. Band 18, Nummer 1, 1986, S. 191–238, (zobodat.at [PDF]).
- Kenntnisstand über die Wirbeltierfauna des Mühlviertels (Oberösterreich) und deren Erforschungsgeschichte. In: Wirbeltiere der böhmischen Masse. Symposionsbeiträge. (Freistadt, 12.–16. Oktober 1988) (= Stapfia. Band 20). Botanische Arbeitsgemeinschaft am OÖ. Landesmuseum, Linz 1989, S. 33–49, (zobodat.at [PDF]).
- als Herausgeber mit Gerald Dick, Crawford Prentice: Monitoring of Ecological Change in Wetlands of Middle Europe (= Stapfia. Band 31 = International Waterfowl and Wetlands Research Bureau. IWRB Publication. 30). Botanische Arbeitsgemeinschaft am Oberösterreichischen Landesmuseum, Linz 1994, (zobodat.at [PDF]).
- Andreas Reischek (15.9.1845 – 3.4.1902) – ein österreichischer Ornithologe in Neuseeland. Illustrierte biographische Notizen. In: Gerhard Aubrecht (Hrsg.): Kiwis und Vulkane. Zum 150. Geburtstag des Neuseelandforschers Andreas Reischek (= Stapfia. Band 41 = Kataloge des OÖ. Landesmuseums. Neue Folge, 90). Land Oberösterreich – OÖ. Landesmuseum, Linz 1995, ISBN 3-900746-85-0, S. 9–50, (zobodat.at [PDF]).
- mit Hans Winkler: Analyse der internationalen Wasservogelzählungen (IWC) in Österreich 1970–1995. Trends und Bestände (= Biosystematics and Ecology Series. 13). Österreichische Akademie der Wissenschaften, Wien 1997, ISBN 3-7001-2651-4, (zobodat.at [PDF]).
- als Herausgeber mit Monika Preleuthner: Murmeltiere (= Stapfia. Band 63 = Kataloge des OÖ. Landesmuseums. Neue Folge, 146). Biologiezentrum Linz, Linz 1999, ISBN 3-85474-044-1, (zobodat.at [PDF]).
- The Azores Bullfinch – Pyrrhula murina GODMAN, 1866. The history of a bird species: persecuted – missing – rediscovered – protected (?). (including a list of all known specimens and syntypes). In: Annalen des Naturhistorischen Museums in Wien. B: Botanik und Zoologie. Band 102, 2000, S. 23–62, (zobodat.at [PDF]).
- mit Günther Holzer: Stockenten. Biologie, Ökologie, Verhalten. Agrarverlag, Leopoldsdorf 2000, ISBN 3-7040-1500-8, (zobodat.at [PDF]).
- Linking specimens and collectors – a pilot study (The Th. Angele bird collection and the database ZOBODAT). In: Goetz Rheinwald (Hrsg.): Bird collections in Europe (= Bonn Zoological Bulletin. Band 51, Heft 2/3). Zoologisches Forschungsinstitut und Museum Alexander Koenig, Bonn 2003, S. 213–220, (zobodat.at [PDF]).
- als Herausgeber mit Martin Brader: Atlas der Brutvögel Oberösterreichs (= Denisia. Band 7 = Kataloge des OÖ. Landesmuseums. Neue Folge, 194). Biologiezentrum Linz, Linz 2003, ISBN 3-85474-098-0, (zobodat.at [PDF]).
- Ornithologie in Oberösterreich – eine historische Betrachtung. In: Martin Brader, Gerhard Aubrecht (Hrsg.): Atlas der Brutvögel Oberösterreichs (= Denisia. Band 7 = Kataloge des OÖ. Landesmuseums. Neue Folge, 194). Biologiezentrum Linz, Linz 2003, ISBN 3-85474-098-0, S. 43–62, (zobodat.at [PDF]).
- als Herausgeber mit Anton Weissenhofer, Werner Huber, Veronika Mayer, Susanne Pamperl, Anton Weber: Natural and Cultural History of the Golfo Dulce Region, Costa Rica (= Stapfia. Band 88 = Kataloge des OÖ. Landesmuseums. Neue Folge, 80). Biologiezentrum Linz, Linz 2008, ISBN 978-3-85474-195-4, (zobodat.at [PDF]).
- Habia atrimaxillaris (DWIGHT & GRISCOM) 1924 – the black-cheeked ant-tanager. History of an endemic bird species from SW Costa Rica, from discovery to endangered status. In: Anton Weissenhofer, Werner Huber, Veronika Mayer, Susanne Pamperl, Anton Weber, Gerhard Aubrecht (Hrsg.): Natural and Cultural History of the Golfo Dulce Region, Costa Rica (= Stapfia. Band 88 = Kataloge des OÖ. Landesmuseums. Neue Folge, 80). Biologiezentrum Linz, Linz 2008, ISBN 978-3-85474-195-4, S. 381–394, (zobodat.at [PDF]).
- Schicksal und lokalfaunistische Bedeutung der Vogelsammlung des Stiftes St. Florian, Oberösterreich, über einen Zeitraum von 190 Jahren. In: Ökologie der Vögel. Verhalten Konstitution Umwelt. Band 34, 2012, ISSN 0173-0711, S. 341–358, (zobodat.at [PDF]).
- mit Werner Huber, Anton Weissenhofer: Coincidence or Benefit? The use of Marasmius (Horse-Hair Fungus) Filaments in Bird Nests. In: Avian Biology Research. Band 6, Nummer 1, 2012, S. 26–30, doi:10.3184/175815512X13531739538638.
- Bibliography of James Bond (1900–1989) – American ornithologist – with new taxa described. In: Proceedings of the Academy of Natural Sciences of Philadelphia. Band 165, Nummer 1, 2016 (2017), S. 81–90, JSTOR:26541811.
- James Bond (1900–1989) U.S. ornithologist — and his network of contributors to the avifauna of the West Indies. In: Journal of Caribbean Ornithology. Band 35, Nummer 1, 2022, S. 1–16.
- Fritz Schiemer et al.: Dringende Erfordernisse zur Erhaltung und Förderung der österreichischen Biodiversität: Eine Stellungnahme von Naturschutzexperten. In: Acta ZooBot Austria. Band 158, 2022, S. 1–12, (zobodat.at [PDF]).

## Dedikationsnamen
- Antepipona aubrechti Gusenleitner J. & F. Gusenleitner 2010[6]
- Actaeon aubrechti Harzhauser 2014[7]